# Sonnewalde
Sonnewalde (lågsorbiska: Groźišćo) är en småstad i östra Tyskland, belägen i Landkreis Elbe-Elster i förbundslandet Brandenburg, omkring 85 km norr om Dresden och 100 km söder om Berlin. Den 1 maj 2002 uppgick de tidigare kommunerna Bahren, Brenitz, Friedersdorf, Goßmar, Großkrausnik, Kleinkrausnik, Pahlsdorf och Zeckerin i Sonnewalde och den 26 oktober 2003 Breitenau och Münchhausen.
|                                                              |
| Sonnewaldes slott omkring 1860, utgåva av Alexander Duncker. |